# جرائم قتل وايت تشابل

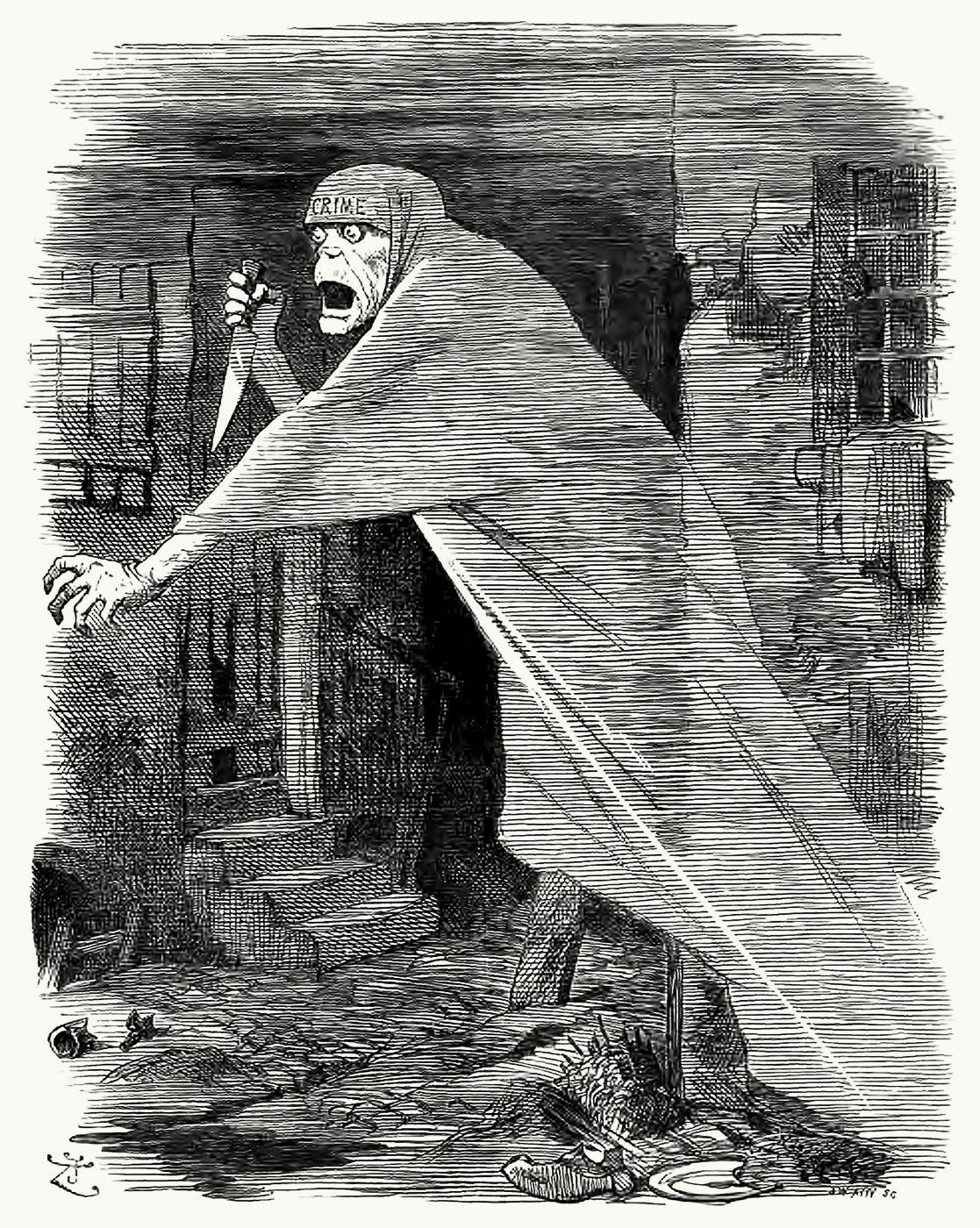

جرائم قتل وايت تشابل هي مجموعة من جرائم القتل التي ارتكبت في منطقة وايت تشابل الفقيرة أو بالقرب منها، وهي تقع في الطرف الشرقي من لندن، وقد وقعت هذه الجرائم في ما بين 3 أبريل 1888 و13 فبراير 1891 م، وعددها إحدى عشرة جريمة. بعض هذه الجرائم الإحدى عشرة أو كلها تُنسب إلى القاتل المتسلسل المجهول المعروف باسم "جاك السفاح"، وقد ارتكبت هذه الجرائم على النساء.
معظم الضحايا، إن لم يكن كلهن، وهن: إيما إليزابيث سميث، مارثا تابرام، ماري آن نيكولز، آني تشابمان، إليزابيث سترايد، كاثرين أيدوس، ماري جين كيلي، روز مايليت، أليس ماكنزي، فرانسيس كولز، وواحدة مجهولة الهوية، كنَّ مومسات. اعتدت عصابة على سميث جنسياً وقامت بسرقتها، وطُعنت تابرام 39 طعنة، وأما نيكولز، وتشابمان، وسترايد، وأيدوس، وكيلي، وماكنزي، وكولز، فقد قُطعت حناجرهم. قُتلت أيدوس وسترايد في نفس الليلة، وكان يفصل بينهما دقائق وأقل من ميل واحد، ولُقبت جريمتيهما بلقب "الحدث المزدوج"، وذلك بعد عبارة وردت في بطاقة بريدية أرسلها إلى الصحافة شخص يدعي أنه جاك السفاح. كان على جثث نيكولز، وتشابمان، وأيدوس، وكيلي تشويهات في البطن، وخُنقت مايليت خنقاً، وأما المرأة المجهولة فقد فُكك جسمها، ولكن السبب الدقيق لوفاتها غير واضح.
انضمت شرطة العاصمة، وشرطة مدينة لندن، ومنظمات خاصة مثل لجنة أمن وايت تشابل للبحث عن القاتل أو القتلة، ومع أن الاستفسارات والتحقيقات كانت واسعة، ووقعت اعتقالات كثيرة، إلا أن الجاني أو الجناة تمكنوا من التملص من الاعتقال. لفتت جرائم القتل الانتباه إلى الظروف المعيشية السيئة في الأحياء الفقيرة في الطرف الشرقي من لندن، والتي تم تحسينها فيما بعد. ولا يزال اللغز في حقيقة الذين ارتكبوا هذه الجرائم يستولي على الخيال العامّ حتى يومنا هذا.

## المصدر
- جرائم قتل وايت تشابل